# Đoàn Thanh niên Cộng sản Trung Quốc
Đoàn Thanh niên Cộng sản Trung Quốc (giản thể: 中国共产主义青年团; phồn thể: 中國共產主義青年團; bính âm: Zhōngguó Gòngchǎnzhǔyì Qīngniántuán), thường được gọi tắt Cộng Thanh Đoàn (共青团) là tổ chức thanh niên cộng sản do Đảng Cộng sản Trung Quốc thành lập và lãnh đạo.
Điều lệ Đoàn thanh niên Cộng sản Trung Quốc quy định: Đoàn Thanh niên Cộng sản Trung Quốc truyền bá học tập chủ nghĩa cộng sản tại trường học cho thanh niên. Tại các cấp trung học, Đoàn Thanh niên Cộng sản Trung Quốc lãnh đạo và đoàn kết học sinh trên phương diện công bằng có thành tích nhất định. Đoàn Thanh niên Cộng sản Trung Quốc đồng thời hoàn toàn phụ trách chỉ đạo công việc của Đội Thiếu niên Tiên phong Trung Quốc.
Một số lãnh đạo cấp cao của Đảng Cộng sản Trung Quốc từng là lãnh đạo Đoàn qua các giai đoạn: Hồ Diệu Bang, Nhậm Bật Thời, Hồ Cẩm Đào, Lý Khắc Cường, Lý Nguyên Triều, Lưu Diên Đông, Lưu Kỳ Bảo, Uông Dương, Hồ Xuân Hoa, Trầm Dược Dược, Cát Bỉnh Hiên, Chu Cường, Lệnh Kế Hoạch, Trương Khánh Lê, Lý Hải Phong, Vương Lạc Tuyền, Vương Triệu Quốc, Cổ Xuân Vượng, Hồ Khải Lập v.v.. Lực lượng quan chức này có ảnh hưởng rất lớn trong nội bộ chính trị Trung Quốc và thường được biết đến rộng rãi với tên gọi là "Đoàn phái" (团派).

## Lịch sử
Đoàn Thanh niên Cộng sản Trung Quốc được thành lập tháng 5 năm 1922 với tên ban đầu là Đoàn Thanh niên Xã hội Trung Quốc. Đến năm 1925, Đoàn được đổi tên thành Đoàn Thanh niên Cộng sản Trung Quốc. Tháng 11/1936, với mục đích quy tụ quần chúng thanh niên tham gia kháng Nhật cứu nước, Đảng Cộng sản Trung Quốc xác định chủ trương tổ chức lại Đoàn Thanh niên thành "Tổ chức thanh niên mang tính quần chúng không Đảng phái". Tháng 1/1937, Ủy ban Trung ương Đoàn Thanh niên Cộng sản Trung Quốc chấm dứt hoạt động, các Đoàn viên tham gia vào Đội tiên phong giải phóng dân tộc Trung Hoa, Hội Thanh niên cứu quốc, đoàn thể cứu nước chống Nhật như Đội tiên phong thanh niên chống Nhật. Sau khi kháng chiến thắng lợi, năm 1946 đổi tên thành Đoàn Thanh niên Tân Dân chủ, năm 1949 đổi tên thành Đoàn Thanh niên Tân Dân chủ Trung Quốc. Năm 1957 đổi tên thành Đoàn Thanh niên Cộng sản Trung Quốc. Tháng 12 năm 1982, cử hành Đại hội Đại biểu Toàn quốc lần thứ 11, sửa đổi thông qua "Điều lệ Đoàn Thanh niên Cộng sản Trung Quốc".

## Bài hát chính thức
Bài hát chính thức của Đoàn Thanh niên Cộng sản Trung Quốc là bài Vinh quang! Đoàn Thanh niên Cộng sản Trung Quốc (光荣啊，中国共青团) do Hồ Vĩ Hoành viết lời, Lôi Vũ Thanh phổ nhạc.
Ngày 10 tháng 5 năm 1993, Đại hội toàn quốc lần thứ mười ba của Đoàn Thanh niên Cộng sản Trung Quốc đã thông qua một nghị quyết để xác định rằng "Vinh quang, Đoàn Thanh niên Cộng sản Trung Quốc" là Đoàn ca và bài hát trở thành ca khúc chính thức của Đoàn từ đó đến nay
| Chữ Hán | Pinyin | Hán - Việt | Dịch tiếng Việt |
| --- | --- | --- | --- |
| 光荣啊！中国共青团 我们是五月的花海， 用青春拥抱时代； 我们是初升的太阳， 用生命点燃未来。 "五四"的火炬， 唤起了民族的觉醒。 壮丽的事业， 激励着我们继往开来。 光荣啊，中国共青团， 光荣啊，中国共青团。 母亲用共产主义为我们命名， 我们开创新的世界。 | Guāngróng á! Zhōngguó Gòngqīngtuán Wǒ mén shì wǔ yuè dí huā hǎi, Yòng qīng chūn yōng bào shí dài; Wǒ mén shì chū shēng dí tài yáng, Yòng shēng mìng diǎn rán wèi lái. " wǔ sì " dí huǒ jù, Huàn qǐ liǎo mín zú dí jué xǐng. Zhuàng lì dí shì yè, Jī lì zhù wǒ mén jì wǎng kāi lái. Guāng róng á, zhōng guó gòng qīng tuán, Guāng róng á, zhōng guó gòng qīng tuán. Mǔ qīn yòng gòng chǎn zhǔ yì wéi wǒ mén mìng míng, Wǒ mén kāi chuāng xīn dí shì jiè. | Quang vinh a! Trung Quốc Cộng Thanh Đoàn Ngã môn thị ngũ nguyệt để hoa hải, Dụng thanh xuân ủng bão thì đại; Ngã môn thị sơ thăng để thái dương, Dụng sinh mệnh điểm nhiên vị lai. "Ngũ Tứ" để hoả cự, Hoán khởi liễu dân tộc để giác tỉnh. Tráng lệ để sự nghiệp, Khích lệ trước ngã môn kế vãng khai lai. Quang vinh a, trung quốc cộng thanh đoàn, Quang vinh a, trung quốc cộng thanh đoàn. Mẫu thân dụng cộng sản chủ nghĩa vy ngã môn mệnh danh, Ngã môn khai sang tân để thế giới. | Vinh quang! Đoàn Thanh niên Cộng sản Trung Quốc Chúng ta là những đóa hoa của tháng Năm! Đem sức trẻ và hoài bão dựng xây nên thời đại. Chúng ta là mặt trời mới mọc! Đem cuộc đời ghi dấu cho ngày mai! Là ngọn đuốc của phong trào Ngũ Tứ Khơi dậy sự thức tỉnh của dân tộc. Đó là một sự nghiệp cao cả, Khích lệ chúng ta đi tới tương lai. Vinh quang! Đoàn Thanh niên Cộng sản Trung Quốc Vinh quang! Đoàn Thanh niên Cộng sản Trung Quốc. Đất mẹ lấy chủ nghĩa cộng sản làm tên chúng ta! Khai sáng nên một thế giới mới tốt đẹp hơn! |

## Tổ chức

### Cơ quan hình thành
- Ban Bí thư Trung ương Đoàn
- Văn phòng Trung ương Đoàn
  - Ban Bí thư Văn phòng, Ban Bí thư, Ban Tổng hợp, Ban Nghiên cứu, Ban Văn thư, Ban Kỹ thuật Tin tức, Ban Tài chính, Ban Kiểm toàn Quản lý Tài sản, Ban Bảo vệ
- Bộ Tổ chức
  - Ban Cán bộ 1, Ban Cán bộ 2, Ban Giáo dục Cán bộ, Ban Tổ chức, Ban Cán bộ nghỉ hưu
- Bộ Tuyên truyền
  - Ban Giáo dục Tư tưởng, Ban Báo san Tân văn, Ban Lý luận Tuyên truyền, Ban Văn thể, Ban Tuyên truyền Internet
- Bộ Công tác Thanh niên Thành thị
  - Ban Xí nghiệp, Ban Cơ quan sự nghiệp, Ban Công tác Xí nghiệp Thanh niên, Ban Công tác Khu xã
- Bộ Công tác Thanh niên Nông thôn
  - Ban Phát triển Nông thôn, Ban Bảo vệ Sinh thái, Ban Chỉ đạo Xây dựng Trung tâm Thanh niên Nông thôn
- Bộ Trường học
  - Ban Đại học, Ban Trung học chuyên nghiệp, Văn phòng Liên học Toàn quốc
- Bộ Thiếu niên
  - Ban Giáo dục Tuyên truyền, Ban Bồi dưỡng Tổ chức, Ban Giáo dục Ngoài trường
- Bộ Mặt trận thi đua
  - Văn phòng Liên Thanh niên, Ban Công tác Dân tộc và Đoàn xã, Ban Công tác Hồng Kong-Ma Cao, Ban Công tác Đài Loan, Ban Công tác Du học sinh Khoa học Kỹ thuật
- Bộ Bảo vệ lợi ích Thanh Thiếu niên
  - Ban Công tác Pháp chế, Ban Công tác Bảo vệ quyền lợi, Ban Công tác Phối hợp
- Bộ Liên lạc Quốc tế
  - Văn phòng, Ban 1, Ban 2, Ban 3, Ban 4, Ban Tổng hợp
- Cơ quan Đảng ủy
  - Văn phòng Đảng ủy, Văn phòng Ủy ban Kỷ luật, Phòng Văn Minh, Văn phòng Công hội, Đoàn ủy

### Đơn vị trực thuộc
- Trung tâm phục vụ cơ quan Trung ương Đoàn
- Trung tâm chỉ đạo hành động tình nguyện Thanh niên Trung ương Đoàn
- Trung tâm phát triển thực nghiệp Trung ương Đoàn
- Học viện Chính trị Thanh niên Trung Quốc
- Trung tâm Nghiên cứu Thanh thiếu niên Trung Quốc
- Tổ chức Báo Thanh niên Trung Quốc
- Tổ chức Xuất bản Báo Thanh niên Trung Quốc
- Xuất bản Báo Thanh thiếu niên Nhi đồng Trung ương Đoàn Thanh niên Tổng xã
- Trung tâm Phát triển kinh doanh Thanh thiếu niên Trung Quốc
- Tổ chức Báo nữ Trung Quốc
- Trung tâm phục vụ phát triển Thanh thiếu niên Trung Quốc
- Trung tâm giao lưu thanh thiếu niên Quốc tế Trung Quốc
- Trung tâm phát triển sự nghiệp Đội Thiếu niên tiền phong Trung Quốc
- Trung tâm điện ảnh truyền hình internet Trung Quốc
- Hội Kinh doanh Khoa học Kỹ thuật Trung Quốc
- Hiệp hội Cung Thanh Thiếu niên Trung Quốc
- Hội nghiên cứu tội phạm thanh thiếu niên
- Tổng xã Lữ hành thanh thiếu niên xã
- Tổng công ty phát triển thực nghiệp thanh thiếu niên
- Công ty hữu hạn Quốc tế (Hồng Kông) Trung Quốc

### Tổ chức địa phương
- Ủy ban Đoàn Thanh niên Cộng sản Trung Quốc Thành phố Bắc Kinh
- Ủy ban Đoàn Thanh niên Cộng sản Trung Quốc Thành phố Thiên Tân
- Ủy ban Đoàn Thanh niên Cộng sản Trung Quốc Tỉnh Hà Bắc
- Ủy ban Đoàn Thanh niên Cộng sản Trung Quốc Tỉnh Sơn Đông
- Ủy ban Đoàn Thanh niên Cộng sản Trung Quốc Khu tự trị Nội Mông
- Ủy ban Đoàn Thanh niên Cộng sản Trung Quốc Tỉnh Liêu Ninh
- Ủy ban Đoàn Thanh niên Cộng sản Trung Quốc Tỉnh Cát Lâm
- Ủy ban Đoàn Thanh niên Cộng sản Trung Quốc Tỉnh Hắc Long Giang
- Ủy ban Đoàn Thanh niên Cộng sản Trung Quốc Thành phố Thượng Hải
- Ủy ban Đoàn Thanh niên Cộng sản Trung Quốc Tỉnh Giang Tô
- Ủy ban Đoàn Thanh niên Cộng sản Trung Quốc Tỉnh Chiết Giang
- Ủy ban Đoàn Thanh niên Cộng sản Trung Quốc Tỉnh An Huy
- Ủy ban Đoàn Thanh niên Cộng sản Trung Quốc Tỉnh Phúc Kiến
- Ủy ban Đoàn Thanh niên Cộng sản Trung Quốc Tỉnh Giang Tây
- Ủy ban Đoàn Thanh niên Cộng sản Trung Quốc Tỉnh Sơn Đông
- Ủy ban Đoàn Thanh niên Cộng sản Trung Quốc Tỉnh Hà Nam
- Ủy ban Đoàn Thanh niên Cộng sản Trung Quốc Tỉnh Hồ Bắc
- Ủy ban Đoàn Thanh niên Cộng sản Trung Quốc Tỉnh Hồ Nam
- Ủy ban Đoàn Thanh niên Cộng sản Trung Quốc Tỉnh Quảng Đông
- Ủy ban Đoàn Thanh niên Cộng sản Trung Quốc Khu tự trị Quảng Tây
- Ủy ban Đoàn Thanh niên Cộng sản Trung Quốc Tỉnh Hải Nam
- Ủy ban Đoàn Thanh niên Cộng sản Trung Quốc Thành phố Trùng Khánh
- Ủy ban Đoàn Thanh niên Cộng sản Trung Quốc Tỉnh Tứ Xuyên
- Ủy ban Đoàn Thanh niên Cộng sản Trung Quốc Tỉnh Quý Châu
- Ủy ban Đoàn Thanh niên Cộng sản Trung Quốc Tỉnh Vân Nam
- Ủy ban Đoàn Thanh niên Cộng sản Trung Quốc Khu tự trị Tây Tạng
- Ủy ban Đoàn Thanh niên Cộng sản Trung Quốc Tỉnh Thiểm Tây
- Ủy ban Đoàn Thanh niên Cộng sản Trung Quốc Tỉnh Cam Túc
- Ủy ban Đoàn Thanh niên Cộng sản Trung Quốc Tỉnh Thanh Hải
- Ủy ban Đoàn Thanh niên Cộng sản Trung Quốc Khu tự trị dân tộc Hồi Ninh Hạ
- Ủy ban Đoàn Thanh niên Cộng sản Trung Quốc Khu tự trị Tân Cương Duy Ngô Nhĩ
- Ủy ban Đoàn Thanh niên Cộng sản Trung Quốc binh đoàn xây dựng sản xuất Tân Cương
- Ủy ban Công tác cơ quan trực thuộc Trung ương Đoàn Thanh niên Cộng sản Trung Quốc
- Ủy ban Công tác cơ quan nhà nước Trung ương Đoàn Thanh niên Cộng sản Trung Quốc
- Ủy ban đường sắt Toàn quốc Đoàn Thanh niên Cộng sản Trung Quốc
- Ủy ban tàu thuyền Toàn quốc Đoàn Thanh niên Cộng sản Trung Quốc
- Ủy ban Công tác lưu thông Trung ương Đoàn Thanh niên Cộng sản Trung Quốc
- Ủy ban Công tác Xí nghiệp Trung ương Đoàn Thanh niên Cộng sản Trung Quốc

## Ban Bí thư Trung ương Đoàn khóa XIX

### Bí thư thứ nhất Trung ương Đoàn
- A Đông (sinh năm 1970), Bí thư thứ nhất Trung ương Đoàn, Hiệu trưởng Học viện Chính trị Thanh niên Trung Quốc (tức Trường Đoàn Trung ương Trung Quốc), Chủ nhiệm Ủy ban Công tác Toàn quốc Đội Thiếu niên Tiên phong Trung Quốc (Nguyên là Ủy viên Ban Thường vụ, Trưởng Ban Tuyên truyền Tỉnh ủy Cát Lâm)

### Bí thư Trung ương Đoàn
- Từ Hiểu (sinh năm 1972), Bí thư thường trực Trung ương Đoàn, Chủ tịch Hội Liên hiệp Thanh niên Toàn quốc Trung Hoa
- Vương Nghệ (sinh năm 1980), Bí thư Trung ương Đoàn (Nguyên là Giám đốc Sở Nhà ở và Phát triển Đô thị-Nông thôn tỉnh Hà Nam)
- Hồ Bách Tinh (sinh năm 1976), Bí thư Trung ương Đoàn (Nguyên là Phó Hiệu trưởng Trường Đại học Nhân dân Trung Quốc)
- Hồ Thịnh (sinh năm 1978), Bí thư Trung ương Đoàn (kiêm nhiệm), Phó Bí thư kiêm Thị trưởng thành phố Long Nham, tỉnh Phúc Kiến
- Shapakti Nushur (sinh năm 1983), Bí thư Trung ương Đoàn (kiêm nhiệm), Phó ủy viên Văn phòng Hành chính Quận Aksu, tỉnh Tân Cương
- Dư Tĩnh (sinh năm 1983), Bí thư Trung ương Đoàn (kiêm nhiệm), Phó Chủ tịch Liên Đoàn phụ nữ Thành phố Lục An, tỉnh An Huy

## Danh sách các Bí thư thứ nhất
| TT | Họ và tên                 | Năm sinh - năm mất | Thời gian tại nhiệm | Các chức vụ sau khi rời nhiệm |
| --- | ------------------------- | ------------------ | ------------------- | --- |
| 1 | Du Tú Tùng (俞秀松)       | 1898 - 1939        | 1920-1922           | |
| 2 | Thi Tồn Thống (施存统)    | 1899 - 1970        | 1922-1923           | Thứ trưởng Thứ nhất Bộ Lao động Trung Quốc |
| 3 | Lưu Nhân Tĩnh (刘仁静)    | 1902 - 1987        | 1923-1925           | |
| 4 | Trương Thái Lôi (张太雷)  | 1898 - 1927        | 1925-1927           | Bí thư Tỉnh ủy Quảng Đông |
| 5 | Nhậm Bật Thời (任弼时)    | 1904 - 1950        | 1927-1928           | Ủy viên Thường vụ Bộ Chính trị, Bí thư Trung ương Đảng, Thường trực Ban Bí thư Trung ương Đảng |
| 6 | Quang Hướng Ứng (关向应)  | 1902 - 1946        | 1928-1930           | Ủy viên dự khuyết Bộ Chính trị, Bí thư thứ nhất Trung ương Đoàn |
| Từ 1930 - 1949: Không có dữ liệu                                                                                                |                           |                    |                     | |
| 7 | Phùng Văn Bân (馮文彬)    | 1911 - 1997        | 1949-1953           | Phó Chủ nhiệm Văn phòng Nghiên cứu Lịch sử Đảng thuộc Trung ương Đảng Cộng sản Trung Quốc |
| 8 | Hồ Diệu Bang (胡耀邦)     | 1915 - 1989        | 1953-1966           | Chủ tịch Đảng, Tổng Bí thư Đảng Cộng sản Trung Quốc |
| Từ 1966 - 1978: Chức vụ trống, hoạt động của Đoàn Thanh niên Cộng sản Trung Quốc bị tê liệt do ảnh hưởng của Cách mạng Văn hóa. |                           |                    |                     | |
| 9 | Hàn Anh (韩英)            | 1935 -             | 1978-1982           | Chủ tịch Tập đoàn Thần Hoa |
| 10 | Vương Triệu Quốc (王兆国) | 1941 -             | 1982-1984           | Ủy viên Bộ Chính trị Đảng Cộng sản Trung Quốc, Phó Chủ tịch thứ nhất Nhân đại Toàn quốc Trung Quốc |
| 11 | Hồ Cẩm Đào (胡锦涛)       | 1942 -             | 1984-1985           | Tổng Bí thư Đảng Cộng sản Trung Quốc, Chủ tịch nước Cộng hòa Nhân dân Trung Hoa |
| 12 | Tống Đức Phúc (宋德福)    | 1946 - 2007        | 1985-1993           | Ủy viên Trung ương Đảng, Bí thư Tỉnh ủy, Chủ tịch Nhân đại Phúc Kiến |
| 13 | Lý Khắc Cường (李克强)    | 1955 - 2023        | 1993-1998           | Ủy viên Ban Thường vụ Bộ Chính trị, Thủ tướng Chính phủ Trung Quốc |
| 14 | Chu Cường (周强)          | 1960 -             | 1998-2006           | Ủy viên Trung ương Đảng Cộng sản Trung Quốc, Chánh án Tòa án Nhân dân Tối cao Trung Quốc |
| 15 | Hồ Xuân Hoa (胡春华)      | 1963 -             | 2006-2008           | Ủy viên Trung ương Đảng Cộng sản Trung Quốc khóa XVII, khóa XVIII, khóa XIX, khóa (2007 - 2027) Ủy viên Bộ Chính trị khóa XVIII, khóa XIX (2012 - 2022) Quyền Tỉnh trường, Tỉnh trưởng Chính phủ Nhân dân tỉnh Hà Bắc (2008 - 2009) Bí thư Khu ủy Khu tự trị Nội Mông Cổ (2009 - 2012) Bí thư Tỉnh ủy Quảng Đông (2012-2017) Phó Tổng lý Quốc vụ viện Trung Quốc (2017-2023) Phó Chủ tịch thứ hai Ủy ban Toàn quốc Chính hiệp Trung Quốc (2023 -nay) |
| 16 | Lục Hạo (陆昊)            | 1967 -             | 2008-2013           | Ủy viên Trung ương Đảng Cộng sản Trung Quốc khóa XVIII, khóa XIX, khóa XX (2012 - 2027) Tỉnh trưởng Chính phủ Nhân dân tỉnh Hắc Long Giang (2013 - 2018), Bộ trưởng Bộ Tài nguyên Trung Quốc (2018-2023) Chủ nhiệm Trung tâm Nghiên cứu Phát triển Quốc vụ viện (2023 - nay) |
| 17 | Tần Nghi Trí (秦宜智)     | 1965 -             | 2013-2017           | Ủy viên dự khuyết Trung ương Đảng khóa XVIII (2012 - 2017) Tổng cục Giám sát, Kiểm nghiệm chất lượng và Kiểm dịch Nhà nước (2017 - 2023) Ủy viên chuyên trách Ủy ban Dân tộc Nhà nước Trung Quốc (2023 - nay) |
| 18 | Hạ Quân Khoa (贺军科)     | 1969 -             | 2018-2023           | Ủy viên dự khuyết Trung ương Đảng khóa XIX (2017-2022), Ủy viên Trung ương Đảng khóa XX (2022 - 2027) Bí thư Đảng ủy Hiệp hội Khoa học và Công nghệ Trung Quốc (2023 - nay) |
| 19 | A Đông (阿东)             | 1970 -             | 2023-nay            | Đương nhiệm |

## Lãnh đạo qua các thời kỳ
Thành lập Đoàn Thanh niên Chủ nghĩa Xã hội (tháng 8 năm 1920 sáng kiến Thượng Hải tại Tiểu ban Cộng sản Thượng Hải)
- Bí thư: Du Tú Tùng (8/1920-4/1922)

Đại hội Đại biểu Toàn quốc thứ nhất Đoàn Thanh niên Cộng sản Trung Quốc (5/1922)
- Bí thư: Phương Quốc Xương (Thi Tồn Thống) (5/1922-12/1924)
- Ủy ban chấp hành Trung ương: Cao Thượng Đức (Quân Vũ), Phương Quốc Xương (Thi Tồn Thống), Trương Thái Lôi, Thái Hòa Sâm, Du Tú Tùng

Đại hội Đại biểu Toàn quốc thứ 2 Đoàn Thanh niên Cộng sản Trung Quốc (8/1923)
- Bí thư:Thi Tồn Thống, Lưu Nhân Tĩnh (Bí thư thứ nhất đảm nhiệm từ 1922)
- Ủy ban chấp hành Trung ương:Đặng Trung Hạ, Thi Tồn Thống, Lưu Nhân Tĩnh, Hạ Hi, Bốc Thế Kỳ, Lâm Dục Nam, Lý Thiếu Bạch
- Ủy viên dự khuyết: Uẩn Đại Anh, Lương Bằng Vân, Lý Cầu Thực, Trương Thu Nhân

Đại hội Đại biểu Toàn quốc thứ 3 Đoàn Thanh niên Cộng sản Trung Quốc (1/1925)
- Tổng Bí thư:Trương Thái Lôi (1/1925-4/1927)
- Ủy viên Trung ương cục: Trương Thái Lôi, Uẩn Đại Anh, Nhậm Bật Thì, Hạ Xương, Trương Thu Nhân
- Ủy ban chấp hành Trung ương: Trương Thái Lôi, Uẩn Đại Anh, Nhậm Bật Thì, Hạ Xương, Trương Thu Nhân, Lưu Nhĩ Cảo, Hạ Hi, Đồ Chính Cấm, Lưu Bá Trang

Đại hội Đại biểu Toàn quốc thứ 4 Đoàn Thanh niên Cộng sản Trung Quốc (5/1927)
- Bí thư:Nhậm Bật Thì (5/1927-6/1928)
- Ủy ban chấp hành Trung ương: Lý Cầu Thực, Dương Thiện Nam, Trác Khải Trạch

Đại hội Đại biểu Toàn quốc thứ 5 Đoàn Thanh niên Cộng sản Trung Quốc (7/1928)
- Bí thư: Quan Hướng Ứng, Viên Bỉnh Huy, Hồ Quân Hạc, Ôn Dụ Thành, Bác Cổ (7/1928-3/1949)
- Ủy viên Trung ương: Quan Hướng Ứng, Lý Cầu Thực, Hoa Thiếu Phong (Hoa Cương), Lý Tử Phân, Cổ Tác Lâm

Đại hội Đại biểu Toàn quốc Đoàn Thanh niên Tân Dân chủ lần thứ nhất (thứ 6 Đoàn Thanh niên Cộng sản Trung Quốc) (4/1949)
- Chủ tịch danh dự: Nhậm Bật Thời
- Bí thư Ban Bí thư: Phùng Văn Bân (4/1949-6/1953)
  - Kỳ họp thứ 2 (11/1951) bổ sung: Lý Xương, Vinh Cao Đường, Tống Nhất Bình
  - Kỳ họp thứ 3 (9/1952) bổ sung: Hồ Diệu Bang, Lưu Đạo Sinh, La Nghị, Hứa Thế Bình
- Phó Bí thư Ban Bí thư: Liệu Thừa Chí, Tương Nam Tường
- Bí thư dự khuyết 
  - Kỳ họp thứ 3 (9/1952) bổ sung: Cao Dương Văn, Dương Thuật, Khu Đường Lượng, Hồ Khắc Thực, Chương Trạch

Đại hội Đại biểu Toàn quốc Đoàn Thanh niên Tân Dân chủ lần thứ 2 (thứ 7 Đoàn Thanh niên Cộng sản Trung Quốc) (7/1953)
- Bí thư Ban bí thư:Hồ Diệu Bang, Liệu Thừa Chí, La Nghị, Lưu Đạo Sinh, Vương Tông Hòe, Vinh Cao Đường, Khu Đường Lượng, Chương Trạch, Hồ Khắc Thực

Đại hội Đại biểu Toàn quốc Đoàn Thanh niên Tân Dân chủ lần thứ 3 (thứ 8 Đoàn Thanh niên Cộng sản Trung Quốc) (5/1957)
- Bí thư thứ nhất Ban Bí thư: Hồ Diệu Bang
- Bí thư Ban Bí thư: Lưu Tây Nguyên, La Nghị, Hồ Khắc Thực, Vương Vĩ, Lương Bộ Đình, Hạng Nam
  - Kỳ họp thứ 6 (3/1960) bổ sung: Dương Hải Ba, Trương Siêu, Lý Kỳ Đào, Vương Chiếu Hoa, Lộ Kim Đồng (Bí thư dự khuyết Ban Bí thư), Tằng Đức Lâm (Bí thư dự khuyết Ban Bí thư)

Đại hội Đại biểu Toàn quốc thứ 9 Đoàn Thanh niên Cộng sản Trung Quốc (6/1964)
- Bí thư thứ nhất Ban Bí thư: Hồ Diệu Bang
- Bí thư Ban Bí thư: Hồ Khắc Thực, Vương Vĩ, Dương Hải Ba, Trương Siêu, Vương Chiếu Hoa, Lộ Kim Đồng, Vương Đạo Nghĩa, Huệ Thứ Xương
- Bí thư dự khuyết Ban Bí thư: Trương Đức Hoa, Lý Thục Trang, Từ Duy Thành, Hồ Khải Lập

Đại hội Đại biểu Toàn quốc thứ 10 Đoàn Thanh niên Cộng sản Trung Quốc (10/1978)
- Bí thư thứ nhất Ban Bí thư: Hàn Anh (10/1978-11/1982), Vương Triệu Quốc (12/1982-12/1984)
- Bí thư Ban Bí thư: Hồ Khải Lập, Vương Mẫn Sinh, Hồ Đức Hoa, Lưu Duy Minh, Chu Bằng Trình, Cao Chiêm Tường, Lý Hải Phong
  - Kỳ họp thứ 2 (1/1980): Lý Thụy Hoàn
  - Kỳ họp thứ 3 (8/1981): Vương Kiến Công, Trần Hạo Tô, Hà Quang Vĩ, Khắc Vưu Mộc.Ba Ngô Đông

Đại hội Đại biểu Toàn quốc thứ 11 Đoàn Thanh niên Cộng sản Trung Quốc (12/1982)
- Bí thư thứ nhất Ban Bí thư: Vương Triệu Quốc (12/1982-12/1984), Hồ Cẩm Đào (12/1984-11/1985), Tống Đức Phúc (11/1985-5/1988)
- Bí thư Ban Bí thư: Hồ Cẩm Đào, Lưu Diên Đông, Lý Hải Phong, Trần Hạo Tô, Hà Quang Vĩ, Khắc Vưu Mộc.Ba Ngô Đông, Trương Bảo Thuận (Bí thư dự khuyết)
  - Kỳ họp thứ 2 (12/1983) bổ sung: Lý Nguyên Triều, Tống Đức Phúc, Lý Khắc Cường (Bí thư dự khuyết Ban Bí thư)
  - Kỳ họp thứ 3 (11/1985) bổ sung: Trương Bảo Thuận, Lý Khắc Cường, Lạc Tang, Lưu Kỳ Bảo, Phùng Quân

Đại hội Đại biểu Toàn quốc thứ 12 Đoàn Thanh niên Cộng sản Trung Quốc (5/1988)
- Bí thư thứ nhất Ban Bí thư: Tống Đức Phúc
- Bí thư Ban Bí thư: Lưu Diên Đông, Trương Bảo Thuận, Lý Nguyên Triều, Lý Khắc Cường, Lạc Tang, Lưu Kỳ Bảo, Phùng Quân
  - Kỳ họp thứ 5 (12/1992) bổ sung: Viên Thuần Thanh

Đại hội Đại biểu Toàn quốc thứ 13 Đoàn Thanh niên Cộng sản Trung Quốc (5/1993)
- Bí thư thứ nhất Ban Bí thư: Lý Khắc Cường (5/1993-6/1998)
- Bí thư Ban Bí thư: Lưu Bằng, Viên Thuần Thanh, Cát Bỉnh Hiên, Triệu Thực, Khương Đại Minh, Bayanqolu (Nội Mông)
  - Kỳ họp thứ 4 (11/1995): Tôn Kim Long, Chu Cường
  - Kỳ họp thứ 6 (12/1997): Hồ Xuân Hoa, Hoàng Đan Hoa

Đại hội Đại biểu Toàn quốc thứ 14 Đoàn Thanh niên Cộng sản Trung Quốc (6/1998)
- Bí thư thứ nhất Ban Bí thư: Chu Cường (6/1998-8/2006)
- Bí thư Ban Bí thư: Tôn Kim Long, Hồ Xuân Hoa, Hoàng Đan Hoa, Thôi Ba, Triệu Dũng, Bayanqolu 
  - Kỳ họp thứ 5 (12/2001) bổ sung: Hồ Vĩ, Dương Nhạc

Đại hội Đại biểu Toàn quốc thứ 15 Đoàn Thanh niên Cộng sản Trung Quốc (7/2003)
- Bí thư thứ nhất Ban Bí thư: Chu Cường (6/1998-8/2006), Hồ Xuân Hoa (11/2006-5/2008), Lục Hạo (5/2008-6/2008)
- Bí thư Ban Bí thư: Triệu Dũng, Hồ Vĩ, Dương Nhạc, Vương Hiểu, Trương Hiểu Lan, Nhĩ Khẳng Giang
  - Kỳ họp thứ 4 (12/2005) bổ sung: Hạ Quân Khoa, Lô Ung Chính

Đại hội Đại biểu Toàn quốc thứ 16 Đoàn Thanh niên Cộng sản Trung Quốc (6/2008)
- Bí thư thứ nhất Ban Bí thư: Lục Hạo (6/2008-3/2013), Tần Nghi Trí (3/2013-6/2013)
- Bí thư Ban Bí thư: Dương Nhạc (đến tháng 12/2008), Vương Hiểu, Hạ Quân Khoa, Lô Ung Chính, La Mai, Uông Hồng Nhạn, Chu Trường Khuê (bổ sung 1/2009)

Đại hội Đại biểu Toàn quốc thứ 17 Đoàn Thanh niên Cộng sản Trung Quốc (6/2013)
- Bí thư thứ nhất Ban Bí thư: Tần Nghi Trí (đến tháng 9 năm 2017; được điều sang nhậm chức Phó cục trưởng Cục kiểm tra chất lượng Trung Quốc).[1]
- Bí thư Ban Bí thư: Hạ Quân Khoa, La Mai (đến tháng 8/2016), Uông Hồng Nhạn, Chu Trường Khuê (đến tháng 8/2016), Từ Hiểu, Phó Chấn Bang
  - Tháng 10/2016 bổ sung: Từ Phong, Doãn Đông Mai

Đại hội Đại biểu Toàn quốc thứ 18 Đoàn Thanh niên Cộng sản Trung Quốc (6/2018)
- Bí thư thứ nhất Ban Bí thư: Hạ Quân Khoa
- Bí thư Ban Bí thư: Uông Hồng Nhạn, Từ Hiểu, Phó Chấn Bang, Doãn Đông Mai, Kỳ Ba Đồ, Lý Kha Dũng

Đại hội Đại biểu Toàn quốc thứ 19 Đoàn Thanh niên Cộng sản Trung Quốc (6/2023)
- Bí thư thứ nhất: A Đông
- Bí thư Ban Bí thư: Từ Hiểu, Vương Nghệ, Hồ Bách Tinh, Hồ Thịnh, Shapakti Ngô Thủ Nhĩ, Dư Tĩnh